# 阿瓜斯卡连特斯
阿瓜斯卡连特斯（西班牙語發音：[ˈaɣwaskaˈljentes]）是墨西哥中西部的一座城市，阿瓜斯卡连特斯州首府，位于阿瓜斯卡连特斯河两岸，2005年人口663,671。阿瓜斯卡连特斯在1575年10月22日成立，1835年该市被分离出萨卡特卡斯州，成为新组成的同名州份的首府。